# 水布垭水电站
水布垭水电站位于湖北省恩施州巴东县水布垭镇，是清江流域梯级滚动开发的最上一级龙头工程。
坝址距上游恩施市区117公里，距下游隔河岩水电站92公里。主体工程由大坝、发电厂房、左岸溢洪道和右岸放空洞等组成。混凝土面板堆石坝。坝高233米、坝长660米，居目前世界同类型坝之首。具有多年调节性能的水库，正常蓄水位400米，总库容45.8亿立方米，预留防洪库容5亿立方米。电站为引水式地下厂房，安装4台46万千瓦水轮发电机组，总装机184万千瓦，设计年发电39.8亿千瓦时，是清江干流上最大的梯级电站。
工程总投资达120亿元。
1999年12月国务院总理办公会批准项目建议书，2002年1月国家批准工程开工报告，同年10月实现截流。2006年10月，大坝填筑全线达到设计高程，工程下闸蓄水。2007年7月首台机组发电，2008年8月4台机组全部投产面竣工。